# Cathédrale de Barbastro
La cathédrale de Barbastro ou cathédrale de l'Assomption est le principal édifice religieux de la ville espagnole de Barbastro et le siège du diocèse de Barbastro-Monzón dont l'évêque, depuis 2014, est Ángel Javier Pérez Pueyo (es). Elle partage le siège du diocèse avec la cathédrale de Monzón.
Elle possède trois nefs d'égale hauteur, avec des voûtes brisées soutenues par des colonnes.
Le plus grand retable est réalisé en albâtre et en bois polychrome, il est l'œuvre de Damián Forment, le meilleur sculpteur de son temps dans la Couronne d'Aragon.

## Histoire

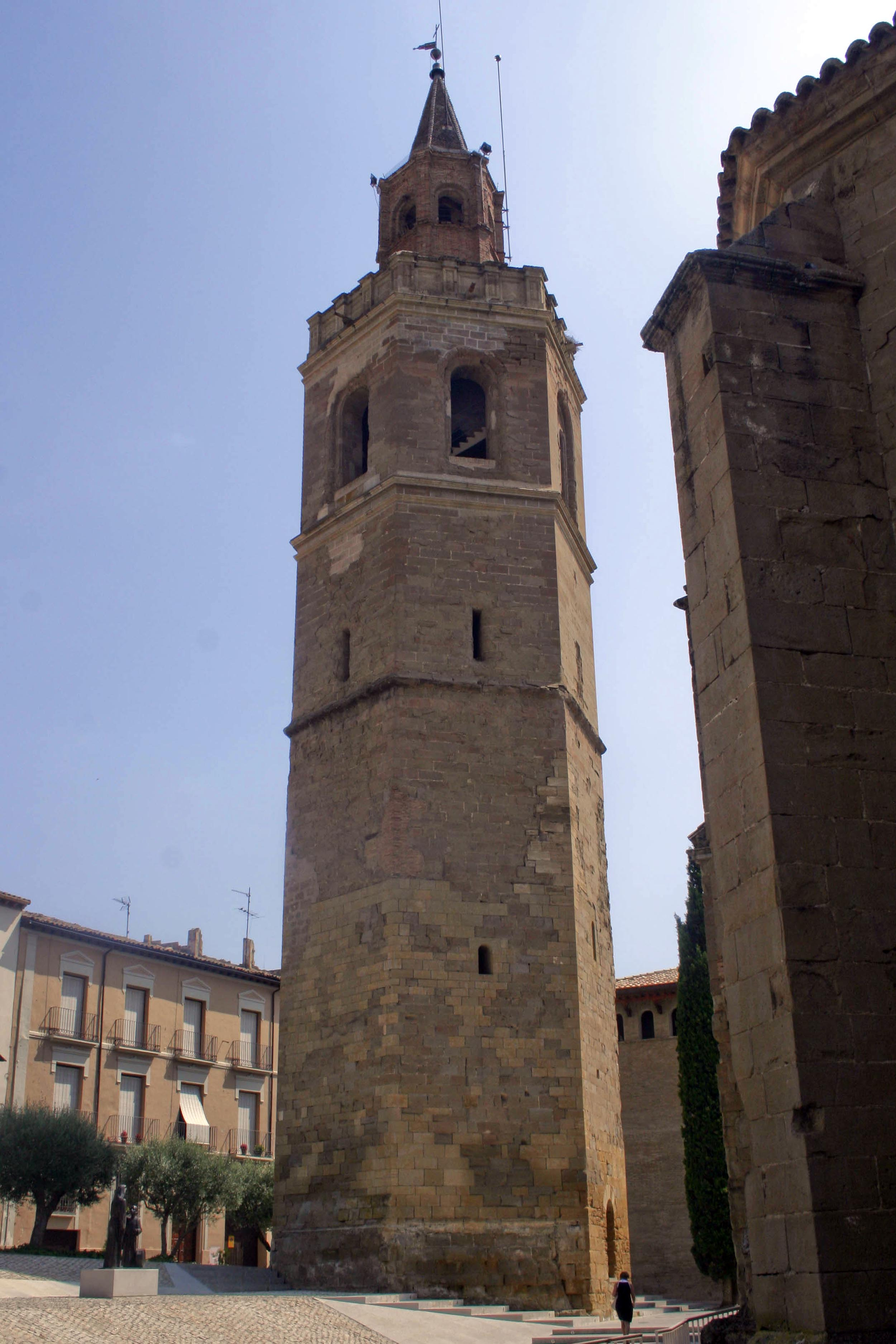
Le clocher-tour, séparé de l’édifice.

La cathédrale actuelle de Barbastro a été construite entre 1517 et 1533 et a été financée par le conseil municipal dans le but de créer les conditions pour que la ville redevienne un siège épiscopal, statut perdu en 1149, puis réacquis en 1573.
Auparavant, au même endroit, il y avait un autre édifice consacré en 1101 par le premier évêque de Barbastro, saint Poncio, après la conquête de la ville par le roi d'Aragon Pierre Ier, construit à son tour sur le site précédemment occupé par la grande mosquée musulmane.
Entre le XVIIe et le XVIIIe siècle, les chapelles de la cathédrale furent agrandies à la demande des familles nobles de la ville, des évêques, des membres de la curie et de diverses confréries.

## Source
- (es) Cet article est partiellement ou en totalité issu de l’article de Wikipédia en espagnol intitulé « Catedral de Santa María de la Asunción de Barbastro » (voir la liste des auteurs).